# Il maestro di Vigevano
Il maestro di Vigevano és una pel·lícula italiana del 1963 dirigida per Elio Petri, basada en la novel·la homònima de Lucio Mastronardi.

## Sinopsi
Antonio Mombelli és un mestre d'escola que treballa a Vigevano, prop a Milà. Ell és un home senzill que estima la seva professió, però la seva esposa és molt ambiciosa i materialista, i no està contenta amb el miserable sou del seu marit. Per això vol que el seu fill adolescent treballi de mosso o ella mateixa a la fàbrica de sabates, idees a les quals s'oposa Antonio, que vol ser l'únic manteniment de la família.

## Repartiment
- Alberto Sordi: Mombelli
- Claire Bloom: Ada
- Anna Carena: Drivaldi
- Egidio Casolari: Filippi
- Agniello Coastabile: Zarzalli
- Gustavo D'Arpe: Amiconi
- Bruno De Cerce: Cipolloni
- Vito De Taranto: directeur
- Ya Doucheskaya: Eva
- Lilla Ferrante: Cuore
- Gaetano Fusari: docteur
- Ignazio Gibilisco: Varaldi
- Lorenzo Logli: grossiste en chaussures
- Eva Magni: veuve Nanini
- Piero Mazzarella: Bugatti
- Olivo Mondin: concierge

## Acolliment
Fou exhibida en la secció oficial del Festival Internacional de Cinema de Sant Sebastià 1964.